# Paecilaema c-insignitum
Paecilaema c-insignitum is een hooiwagen uit de familie Cosmetidae.